# غريغ هوارد
غريغ هوارد (بالإنجليزية: Greg Howard)‏ (و. 1948 – م) هو لاعب كرة السلة، من الولايات المتحدة الأمريكية، ولد في بيتسبرغ، بنسيلفانيا.

## التعليم
تعلم في Fifth Avenue High School ‏.

## روابط خارجية
- غريغ هوارد على موقع إن بي أي (الإنجليزية)
- غريغ هوارد على موقع سبورتس رفرنس (الإنجليزية)
- غريغ هوارد على موقع كلية كرة السلة في سبورتس رفرنس.كوم (الإنجليزية)
- غريغ هوارد على موقع ريلجم (الإنجليزية)
- غريغ هوارد على موقع بروبوليرز (الإنجليزية)